# Alzoniella rolani
Alzoniella rolani е вид охлюв от семейство Hydrobiidae. Видът е почти застрашен от изчезване.

## Разпространение и местообитание
Разпространен е в Испания и Португалия.
Обитава крайбрежията на сладководни басейни.